# Selbitz (Bawaria)
Selbitz – miasto w południowo-wschodnich Niemczech, w kraju związkowym Bawaria, w rejencji Górna Frankonia, w regionie Oberfranken-Ost, w powiecie Hof. Leży w Lesie Frankońskim, nad rzeką Selbitz, przy autostradzie A9, drodze B173 i linii kolejowej Schwarzenbach am Wald/Bad Steben – Hof.
Miasto położone jest 12 km na zachód od Hof i 42 km na północ od Bayreuth.

## Dzielnice
W skład miasta wchodzą następujące dzielnice:
| - Selbitz - Dörnthal - Hüttung - Kohlbühl - Neuhaus - Rodesgrün | - Rothenbürg - Sellanger - Stegenwaldhaus - Wachholderbusch - Weidesgrün |

## Demografia
| Rok  | Liczba mieszk. |
| 1970 | 5651           |
| 1987 | 4981           |
| 2000 | 4947           |
| 2006 | 4660           |
| 2007 | 4692           |

## Polityka
Burmistrzem jest Dieter Frank (CSU). Rada miasta składa się z 21 członków:
|      | CSU | SPD | Bezpartyjni Wyborcy | Ponadpartyjny Związek Wyborczy | Razem     |
| 2002 | 9   | 7   | 3                   | 2                              | 21 miejsc |

## Współpraca
Miejscowość partnerska:
- Pausa-Mühltroff, Saksonia
- Selbitz – dzielnica Kemberga, Saksonia-Anhalt